# At-Tajammu` al-Waṭaniyy ad-Dīmuqrāṭiyy
Rassemblement National Démocratique er et politisk parti i Algeriet.
Partiets leder er Ahmed Ouyahia.
Ved parlamentsvalget i 2002 fik partiet 610.461 stemmer (8.2 %, 47 mandater).
I præsidentvalget 2004 vandt partiets kandidat, Abdelaziz Bouteflika, med et stemmetal på 8.651.723 (85 %).